# Rabbijnse literatuur
De Rabbijnse literatuur is een zeer uitgebreide collectie van commentaren, codes, mystiek, vragen en antwoorden en zelfs poëzie, geschreven voornamelijk door rabbijnen vanaf de 4e eeuw v.Chr. tot heden ten dage. Alle werken zijn een interpretatie van of commentaar op de Tenach, ook weleens de "Hebreeuwse Bijbel" genoemd, inclusief (soms) de apocriefe boeken. In dit artikel staat een globaal overzicht van de hoofdwerken uit deze literatuur.

## Misjna
Volgens de joodse traditie heeft God toen Hij aan Mozes de geschreven Thora gaf, die men terugvindt in de Tenach, eveneens een mondelinge toelichting daarop verstrekt, die Misjna wordt genoemd. Verzamelingen hiervan met bijbehorende latere commentaren zijn uiteindelijk rond 200 van de gangbare jaartelling op schrift gesteld. De Misjna bevat leerstellingen van ongeveer 120 joodse geleerden, de Tana'iem genaamd. In het enkelvoud Tanna, hetgeen evenals de term Misjna afstamt van de werkwoordstam onderwijzen door herhaling. Het werd tot één geheel gesmeed door Jehoeda Hanassi. De Misjna is in het Hebreeuws geschreven.

## Tosefta
Het woord Tosefta komt uit het Aramees en betekent aanvulling of toevoeging. De Tosefta is in de meeste gevallen een aanvulling op de Misjna en een verzameling naast de Misjna. De Tosefta werd kort na de codificering van de Misjna op schrift gesteld, ca. 220. Uitspraken die in de Misjna anoniem zijn gedaan, worden in de Tosefta toegeschreven aan vooraanstaande geleerden, Tannaïem. Net als de Misjna is de Tosefta in zes hoofdafdelingen (Sedariem) verdeeld en iedere hoofdafdelingen in traktaten, Masechtot. De Tosefta is in het Hebreeuws en Aramees geschreven.

## Talmoed
De Talmoed omvat de bovengenoemde Misjna plus de Gemara. Er zijn twee talmoeds, een in Babylonië vervaardigde en een in Palestina vervaardigde. De eerste heeft het meeste gewicht en wanneer men spreekt over dé Talmoed dan bedoelt men de Babylonische Talmoed. De Gemara zijn verslagleggingen van discussies tussen joodse geleerden uit de derde tot en met de zesde eeuw van de gangbare jaartelling. Talmoed en Gemara betekenen beide onderricht. De debatten in de Gemara zijn zeer uitgebreid en gaan over allerlei onderwerpen zoals wiskunde, recht, geschiedenis enzovoorts. Betreffen het uitspraken over de leer dan spreekt men van Halacha. Andere uitspraken worden 'agada' genoemd en behelzen meer verhalende zaken.
De Gemara is in het Aramees geschreven.

## Codes van de Halacha
De Talmoed is van zeer groot belang voor het joodse leven. Daar hij enorm is uitgebreid zijn er in de loop der tijd een aantal toelichtingen op gemaakt, in de vorm van codes van de Halacha. Hieronder vallen:

### Misjnee Thora
Misjnee Thora, de herhaling van de Thora, door Maimonides, uit de 12e eeuw, is encyclopedisch van opzet en omvat het halacha-gedeelte.

### Sjoelchan Aroech
De Sjoelchan Aroech, dat gedekte tafel betekent, door Yosef Karo in de 16e eeuw, betreft een algemeen aanvaarde codificatie van de leefregels voor het jodendom. Omdat deze vooral bedoeld was voor de Sefardische Joden is er door Isserles, in dezelfde eeuw, een variant van gemaakt toegespitst op de situatie van de Askenazische Joden, genaamd Mappa, tafelkleed. Later is van beide in de negentiende eeuw door rabbijn Ganzfried een verkorte versie geconstrueerd die als alledaags handboek dienstdoet bij orthodoxe joden, de zogeheten Kitsoer (Sjoelchan Aroech), de verkorte Sjoelchan Aroech.

## Midrasj
De midrasjiem zijn oude verzamelingen van allerlei rabbijnse verklaringen van de Tenach. Hierbij probeerden dezen op allerlei manieren (bijvoorbeeld door gelijkenissen of preken) door te dringen tot de diepere betekenissen die achter de teksten van de Tenach verborgen zouden liggen. Deze midrasjiem-verzamelingen beslaan grofweg de periode van de Middeleeuwen.

## Kabbala
Binnen de Kabbala, de mystieke stroming in het jodendom, werd een aantal boeken geschreven. Hieronder een behandeling van wellicht de bekendste.

### Zohar
De Zohar, glans, is een soort mystieke midrasj. Als schrijver van de Zohar wordt Rabbi Sjimon bar Jochai beschouwd. De kern van de Zohar is dat men door het beoefenen van gebed en dergelijke zich boven het aardse bestaan tracht 'uit te werken' teneinde een vereniging met God te verkrijgen en voorts dat men door middel van de Zohar probeert zo goed mogelijk te leven wat van invloed zou zijn op een versnelling van de komst van de Messias, in het Jiddisj Mesjieëch, en Zijn rijk. De Zohar heeft een grote invloed op het jodendom gehad.

## Responsa
De Responsa, in het Hebreeuws She'elot en Teshoevot, vragen en antwoorden, behandelt actuele vraagstukken. Na de afsluiting van de Talmoed blijven zich allerlei kwesties voordoen die niet afdoende zijn opgelost in de Talmoed en waarover vele rabbijnen zich hebben gebogen, en daar nog steeds mee bezig zijn, om die alsnog bevredigend op te lossen. Hiervan zijn, evenals bij de midrasjiem het geval is, allerlei verzamelingen aangelegd. Omdat er steeds nieuwe ontwikkelingen opduiken gaat het proces van Responsa nog steeds door, bijvoorbeeld in actuele kwesties als kunstmatige inseminatie en de problemen aangaande de moderne staat Israël. Het betreffen in de regel zaken van wetgevende aard, dus halachische onderwerpen.
Misjna · Tosefta · Baraita · Gemara · Talmoed · Kleine traktaten · Midrasj · Targoem · Responsa · Kabbala · Zohar